# Aegyptopithecus
Aegyptopithecus  (din limba greacă: Αίγυπτος (Aegyptos) – „Egipt” și πίθηκος (pithecos) – „maimuță”) este un gen dispărut de primate, reprezentat de de o singură specie Aegyptopithecus zeuxis,  care a trăit cu 38-29,5 milioane de ani în urmă (perioada Paleogen). Aegyptopithecus avea o lungime de aproximativ 56 până la 92 cm. Fosilele au fost descoperite în 1966 de de Elwyn Simons, paleontolog american, în formațiunea geologică Jebel Qatrani din Egipt.
Aegyptopithecus este considerat taxonul bazal (strămoșul comun) al maimuțelor Cercopitecide și al celor antropoide (inclusiv al omului).